# 片倉重長
片倉 重長（かたくら しげなが）は、安土桃山時代から江戸時代にかけての武将。仙台藩伊達家の家臣。
片倉景綱の子。伊達政宗・忠宗・綱宗の3代に仕えた。白石城主。幼名・通称は弥左衛門、左門、左衛門。 通称は片倉家の当主に代々引き継がれた小十郎である。諱ははじめ重綱で、江戸幕府3代将軍徳川家光の嗣子・家綱の諱字を避けて重長と改名した。
妻は針生盛直の娘、後妻は阿梅（真田信繁（幸村）の娘）。子に松前藩初代藩主・松前慶広の八子松前安広の妻・喜佐（針生氏の子）。男子がなかったため、松前安広と喜佐の子の外孫景長を養子とした。

## 生涯
天正12年（1584年）12月25日、出羽国置賜郡下長井荘宮村片倉館において、伊達家の家臣・片倉景綱の子として生まれる。
天正19年（1591年）、伊達成実を烏帽子親として元服した（この時の名乗りは重綱）。同年、重長は主君・政宗や父・景綱とともに京都伏見に登り、慶長4年（1599年）まで滞留し、その間に太閤・豊臣秀吉から御羽織を賜った。
慶長5年（1600年）7月、関ヶ原の戦いの白石城の戦いでは、亘理城の留守居役を命ぜられていたが、父とともに従軍し初陣を飾る。慶長6年（1601年）9月、主君・政宗の京都伏見御登の御供として、父とともに同行、慶長7年（1602年）1月の豊臣秀頼や同年7月の小早川秀秋にそれぞれ拝謁し、慶長8年（1603年）に主君・政宗とともに帰城した。慶長19年（1614年）からの大坂の陣では、病中にあった父に代わって政宗に従い参陣し、敵将の後藤基次を討ち取るなどの功績を立て大いに名声を上げた。父からは、一軍を預かる将として刃を交えることなどあるまじき行為として叱咤をうけたが、世間からは父に劣らぬ智勇兼備の名将として「鬼の小十郎」と称された。
元和元年（1615年）10月14日、父の景綱が死去すると家督を継いだ。
重長の正室は江戸に人質として滞在しており、寛永3年（1626年）7月に江戸屋敷にて死去した。大坂の陣時の乱妨取りされ、侍女となっていた阿梅は、真田信繁の三女であることが判明して側室となっていたが、これを継室とした。
寛永13年（1636年）4月、主君・政宗が参勤交代により江戸に向かう途中、白石城に一泊し、養嗣子の景長とともに拝謁する。これが政宗との今生の別れとなったのであるが、この時、政宗は「国の久しいことを心がけ、よく取りはからってほしい」（政宗公御名語集）と重長に後事を託したという。
慶安4年（1651年）12月28日（1652年1月）、主君・伊達忠宗より仙台藩の家格中の「一家」の座を賜る。
万治2年（1659年）3月25日に死去、享年76。法名は一法元理真性院。死後、養子となった外孫の景長が家督を継いだ。

## 系譜
- 正室：綾 - 針生盛直娘
  - 長女：喜佐 - 松前安広室
- 継室：阿梅 - 真田信繁三女
- 養子
  - 男子：景長 - 外孫、松前安広の子。
  - 男子：延元 - 茂庭良元の三男、のちに茂庭本家を継ぐことになり養子縁組解消。

## 逸話
- 重長の母が重長を懐妊した時、主君・伊達政宗は前年に家督相続したばかりでまだ嫡子がなかった。このため、父・景綱は、「伊達家に嫡男誕生までは片倉家に慶事罷りならぬ」として生まれた子は直ちに圧殺するつもりであった。これを聞いた政宗は、「その方の言い分もあろうが思いとどまってもらえないだろうか。子を殺害するようなことがあればその方を恨むぞ。わしの顔に免じてどうか助けてやってほしい」という書状を景綱に出している。
- 美貌の持ち主であり、男色家として知られる小早川秀秋が彼をつけまわしたとの話が残る。また主君である政宗とは衆道関係にあったという説もある[3]。
- 真田信繁の娘を継室とした（一説には奮戦する重長を大坂の戦場で見た信繁が、この将ならばと、片倉の陣に矢文を送り婚姻の儀申し入れたといわれている）縁により、真田昌幸・信繁父子の家臣を保護している。もともと阿梅は誰の娘か知られず片倉家の侍女をしていたが、真田氏の旧臣・三井豊前が片倉家を訪れ、真田信繁の娘であったことを初めて知ったという。三井は以後片倉家に仕えた。また、信繁の次男・真田守信（当時は大八）、六女の阿菖蒲は阿梅の縁で片倉家を頼った。守信は白石で「片倉」姓を名乗り、子の代に真田姓に復した。阿菖蒲は片倉定広（田村氏の出で政宗の正室愛姫の甥）室となった。

## 登場する作品
- 徳川三国志（NET、1975年、演：北原義郎）
- 独眼竜政宗（NHK大河ドラマ、1987年、演：髙嶋政宏）